# 피레노모나스속
피레노모나스속(Pyrenomonas)은 은편모조류 속의 일종이다.
1종은 피레노모나스 헬골란디(Pyrenomonas helgolandii)이다.
피레노모나스 살리나(Pyrenomonas salina)는 1990년에 분류 동정(同定)되었지만, 이후에는 로도모나스 살리나(Rhodomonas salina)로 분류하고 있다.